# Monument Records
A Monument Records foi uma gravadora fundada em 1958 por Fred Foster e Bob Moore. De um estúdio de gravação em Hendersonville, Tennessee, a gravadora produziu um variedade de sons, incluindo rock and Roll, música country e rhythm and blues (R&B).
Entre os artistas que passaram pela Monument, destacam-se: Roy Orbison, Robert Knight, Kris Kristofferson, Jeannie Seely, Boots Randolph, Dolly Parton, Ray Stevens, Cindy Walker, Tony Joe White, Charlie McCoy, Willie Nelson, J. K. Coltrain, Tommy Roe, Billy Ray Cyrus, The Velvets, Dixie Chicks, Connie Smith e Larry Gatlin.
Atualmente o catálogo das gravações da Monument pertence à Sony BMG.